# Reuzenaardworm
De Reuzenaardworm (Microchaetus rappi) is een gesegmenteerde worm die voorkomt in het gebied rond het plaatsje Debenek in de Zuid-Afrikaanse provincie Oostkaap tussen King William's Town en Oos-Londen. Deze wormensoort is de langste in de wereld. De soort bereikt een gemiddelde lengte van 1,36 m, maar het langste exemplaar dat ooit aangetroffen is had een lengte van 6,7 m en een diameter van 2 cm.
Er zijn verscheidene andere soorten reuzenwormen in dit gebied, sommige van het geslacht Microchaetus, andere van het geslacht Proandricus, zoals Proandricus skeadi. Ook in andere gebieden zoals het Bergzebrapark (verder westelijk) komen reuzenaardwormen voor.
De wormen in het Debenekgebied zijn verantwoordelijk voor het typische kommetjie-landschap van de streek. Graslanden vertonen kronkelige, langgerekte uithollingen met heuveltjes ertussen die door het graafwerk van de wormen veroorzaakt worden. Het gebied heeft een typisch ecosysteem dat aan de wormen is aangepast. Zo is er een goudmol (Chrysospalax trevelyani) die voornamelijk deze reuzenaardwormen eet en een plantensoort Arctotis debensis die alleen in de kommetjiegraslanden voorkomt en aanpassingen vertoont die voorkomen dat de plant bedolven wordt onder de uitwerpselen van de wormen. Bij P. skeadi kunnen die wel zo'n 24 cm hoog worden.